# Батбајан
(Кнез Бојан) Батбајан је име вође племена Прабугари, које је средином 7. века оснивао родовски савез, коме су припадала прабугарска племена на простору од североисточног обода Карпата, до реке Дњепар у данашњој Украјини. Владар тог савеза од 632. до 665. је био кан Кубрат, а Батбајан је на крају живота свог оца Кубрата владао делом савеза. Византијски хроничари бележе да је Батбајанова војска освојила Банат од Авара, одакле ће напасти византијске градове у Подунављу око 660. године.